# Ban Bí thư Ban Chấp hành Trung ương Đảng Cộng sản Nga khóa XI (1922–1923)
Ban Bí thư Ban Chấp hành Trung ương Đảng Cộng sản Nga khóa XI (1922-1923) được bầu tại Hội nghị Trung ương lần thứ nhất của Ban chấp hành Trung ương Đảng Cộng sản Nga (Bolsheviks) khóa XI được tổ chức ngày 3/4/1922.

## Ủy viên
| Tên (sinh–mất)                 | Bắt đầu  | Kết thúc  | Thời gian      | Ghi chú                                |
| ------------------------------ | -------- | --------- | -------------- | -------------------------------------- |
| Valerian Kuybyshev (1888–1935) | 3/4/1922 | 25/4/1923 | 1 năm, 22 ngày | —                                      |
| Vyacheslav Molotov (1890–1986) | 3/4/1922 | 25/4/1923 | 1 năm, 22 ngày | Bí thư thứ 2 Ban Bí thư.               |
| Joseph Stalin (1878–1953)      | 3/4/1922 | 25/4/1923 | 1 năm, 22 ngày | Bầu Tổng Bí thư tại Hội nghị thứ nhất. |